# Astragalus ferganensis
Astragalus ferganensis là một loài thực vật có hoa trong họ Đậu. Loài này được (Popov) A.S.Korol. miêu tả khoa học đầu tiên.